# Vogelschutzgebiet Hullen
Das Vogelschutzgebiet Hullen ist ein ehemaliges Naturschutzgebiet in der niedersächsischen Gemeinde Balje in der Samtgemeinde Nordkehdingen im Landkreis Stade und in der Elbe und Oste.
Das ehemalige Naturschutzgebiet mit dem Kennzeichen NSG LÜ 055 ist 489 Hektar groß. Davon entfallen 385 Hektar auf Watt- und Wasserflächen der Elbe und Oste, für die der Niedersächsische Landesbetrieb für Wasserwirtschaft, Küsten- und Naturschutz zuständig war, und 104 Hektar auf den Landkreis Stade. Das ehemalige Naturschutzgebiet ist größtenteils Bestandteil des FFH-Gebietes „Unterelbe“ und des EU-Vogelschutzgebietes „Unterelbe“. Im Osten grenzte das Naturschutzgebiet direkt an das ehemalige Naturschutzgebiet „Außendeich Nordkehdingen I“, im Süden an das „Wildvogelreservat Nordkehdingen“. Auf der anderen Seite der Oste schließt sich das Naturschutzgebiet „Hadelner und Belumer Außendeich“ an. Das Gebiet stand seit dem 16. August 1970 unter Naturschutz. Im Dezember 2018 ging das Gebiet im neu ausgewiesenen Naturschutzgebiet „Elbe und Inseln“ auf. Zuständige untere Naturschutzbehörden waren der Landkreis Stade und der Niedersächsische Landesbetrieb für Wasserwirtschaft, Küsten- und Naturschutz.
Das ehemalige Naturschutzgebiet liegt außerhalb des Elbedeichs und umfasst die Außendeichsflächen sowie die vorgelagerten Watt- und Wasserflächen mit dem Osteriff. Als nördliche und westliche Grenze gilt dabei die mittlere Tideniedrigwasserlinie, nach Süden bildete der Deichfuß die Grenze des Naturschutzgebietes. 
Das „Vogelschutzgebiet Hullen“ liegt im Brackwasserbereich und wird von Tideröhrichten, Salzwiesen und Flutrasen geprägt. Es hat eine große Bedeutung als Brutgebiet für hier lebende Vogelarten sowie als Rastgebiet für Zugvögel.